# Vall de Guadalest

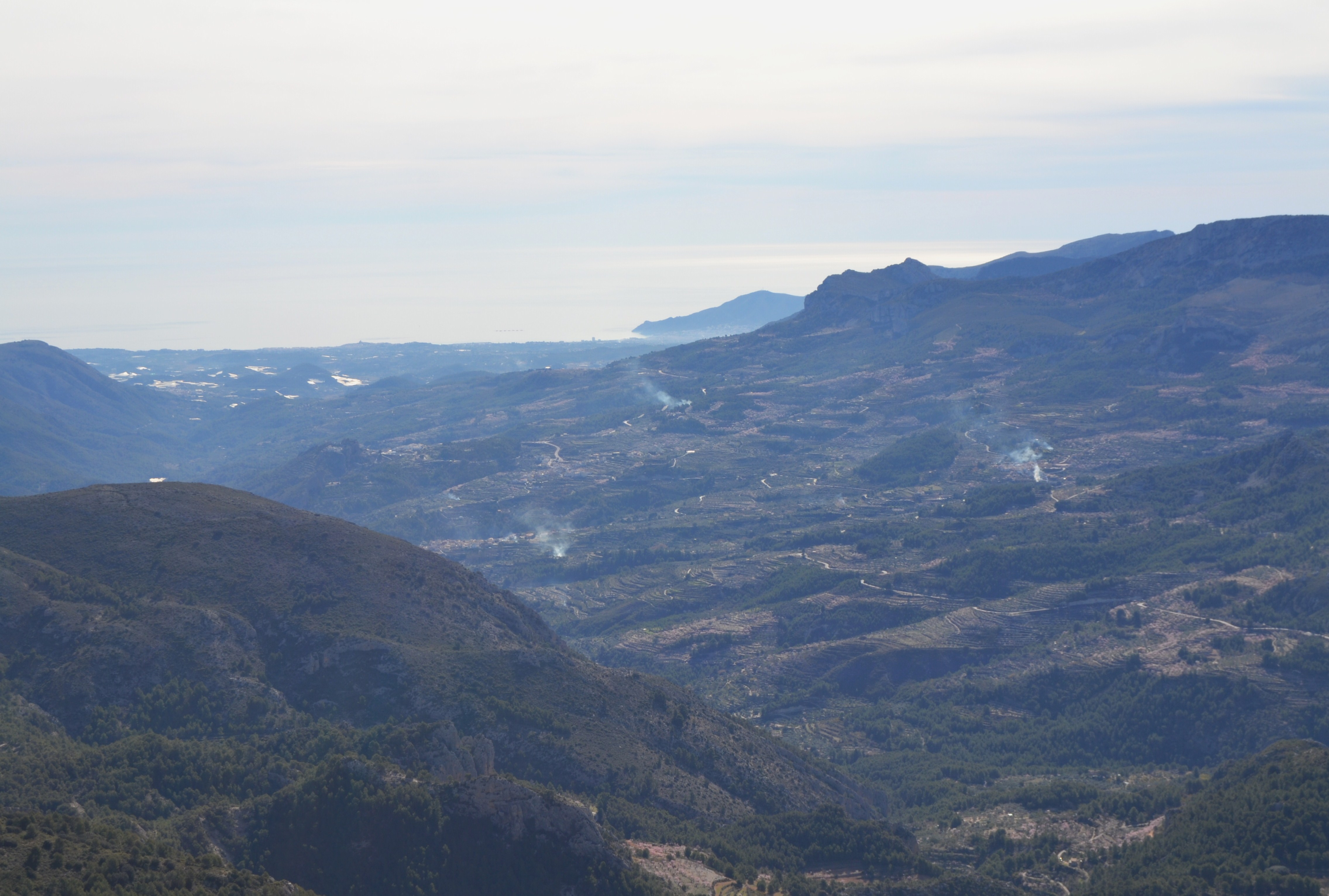
Vista de la vall de Guadalest des del cim del Pla de la Casa, la Serrella.

La vall de Guadalest, situada en l'interior de la comarca de la Marina Baixa (País Valencià), és una depressió que es troba entre la serra d'Aitana, la serra de la Serrella i la serra de la Xortà, i està recorreguda pel riu Guadalest, del qual pren el seu nom. La llera del mateix es troba retinguda artificialment, formant l'Embassament de Guadalest.
Les serres que conformen la vall pertanyen a la Serralada Bètica, que són el conjunt de muntanyes i valls que ocupen els márgemes S i SE de la península Ibèrica. Dintre de la Serralada Bètica, se situaria en l'anomenat Prebètic Intern. La superfície de la vall ocupa una extensió de 116,30 km² i 18 km de longitud. Des de l'interior fins a la costa es passa d'una disposició geomorfológica tancada pel port de Confrides, a un espai obert a l'arribar al mar.
Dintre de la vall trobem els següents pobles: Confrides, l'Abdet, Benifato, Beniardà, Benimantell i El Castell de Guadalest, amb una població total de 1.265 habitants.
La serra d'Aitana és la muntanya de major extensió i de major altitud del sud del País Valencià, ja que la seva cota més elevada és el cim d'Aitana amb 1.558 metres. Altres elevacions destacades de la serra d'Aitana són la Penya de la Font Vella situada damunt del Pas de la Rabosa, amb 1.506 metres i el Penyal Mulero amb 1.308 metres.
És notable la diferència existent del relleu entre la cara nord i la cara sud de la serra. En la serra de Serrella es pot destacar les elevacions de la Mallà del Llop amb 1.357 metres i el Pla de la Casa amb 1.371 metres. A la serra de Xortà que, al costat de la de Serrella, delimiten el costat nord de la vall, cap destacar la Penya Alta amb 1.218 metres, i el Morro Blau amb 1.122 metres.